# Antikdeckarna
Antikdeckarna var ett program på TV4 Plus där antikexperterna Pontus Silfverstolpe, Anders Welander, Li Pamp och Elsa Billgren besökte hem, antikhandlare och loppmarknader för att leta upp eventuellt värdefulla antikviteter. Programmet hade premiär den 4 oktober 2005, med Silfverstolpe och Welander som programledare. Welander ersattes av Pamp till hösten 2008. Från den tionde säsongen medverkade också Elsa Billgren som i varje program letade efter vintagefynd. Under den sista säsongen, som hade premiär den 12 augusti 2010, tävlade fyra antikdeckare mot varandra i dueller. Utöver Pamp och Silfverstolpe, var Welander tillbaka och Billgren tävlade med vintagefynd.